# Gynoplistia yanka
Gynoplistia yanka là một loài ruồi trong họ Limoniidae. Chúng phân bố ở miền Australasia.